# Grand Prix de l’UVF

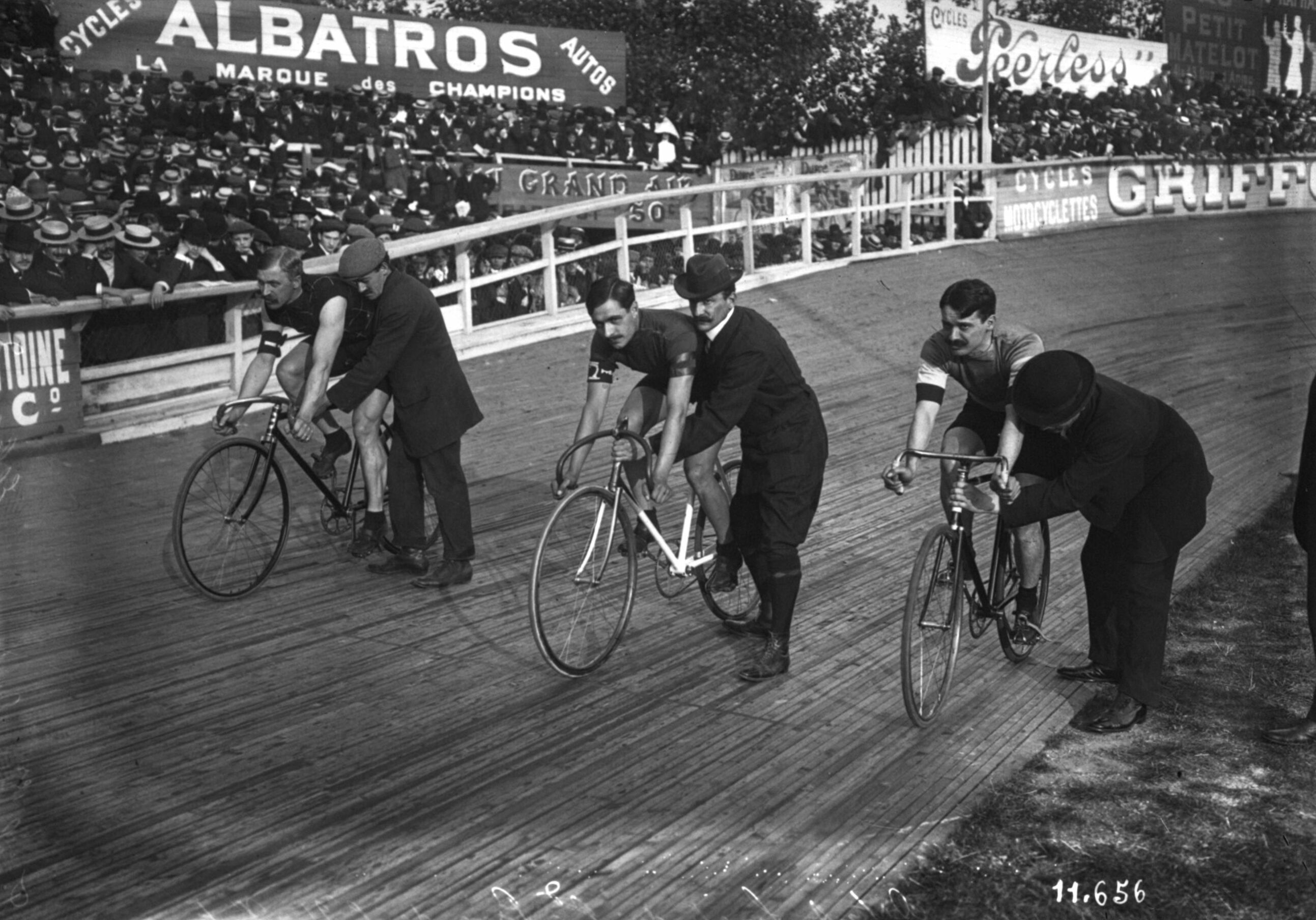
Finale des Grand Prix de l'UVF 1910, auf der Buffalo-Radrennbahn: Émile Friol, Marcel Dupuy, Thorvald Ellegaard (v. l. n. r.)

Der Grand Prix de l’UVF war ein französisches Sprintturnier, das von 1894 bis 1945 ausgetragen wurde. Es galt in dieser Zeit neben den UCI-Bahn-Weltmeisterschaften und dem Grand Prix de Paris als wichtigster Wettbewerb für Bahnsprinter. In die Siegerliste haben sich die besten Profi-Sprinter ihrer Zeit eingetragen.
Veranstalterin des Wettbewerbs war die Union Vélocipédique Française, die Vorgängerorganisation des heutigen französischen Radsportverbandes Fédération Française de Cyclisme (FFC). Der Ort des Turniers wechselte, es fand u. a. in Paris im Vélodrome d’Hiver und  im Prinzenparkstadion statt, aber auch auf Radrennbahnen in Tours, Arras und Bordeaux. Rekordsieger war der Franzose Lucien Michard mit sechs Erfolgen. Die Deutschen Walter Rütt und Albert Richter gewannen je zweimal. In den Jahren 1896, 1914 bis 1918, 1939 und 1940 wurde der Grand Prix nicht ausgetragen.

## Palmarès
| - 1945 Emile Gosselin - 1943 Emile Gosselin - 1942 Jef Scherens - 1941 Louis Gérardin - 1938 Albert Richter - 1937 Louis Gérardin - 1936 Louis Gérardin - 1935 Albert Richter - 1934 Jef Scherens - 1933 Jef Scherens - 1932 Lucien Michard - 1931 Lucien Michard - 1930 Piet Moeskops - 1929 Mario Bergamini | - 1928 Lucien Michard - 1927 Lucien Faucheux - 1926 Lucien Michard - 1925 Lucien Michard - 1924 Lucien Michard - 1923 Piet Moeskops - 1922 Robert Spears - 1921 Harris Horder - 1920 William Bailey - 1919 Marcel Dupuy - 1913 Cesare Moretti sr. - 1912 Thorvald Ellegaard - 1912 Julien Pouchois - 1911 Émile Friol - 1910 Émile Friol | - 1909 Walter Rütt - 1908 Émile Friol - 1907 Thorvald Ellegaard - 1906 Gabriel Poulain - 1905 Henry Mayer - 1904 Walter Rütt - 1903 Thorvald Ellegaard - 1902 Paul Bourotte - 1901 Diego Conelli - 1900 Jean-Pierre Domain - 1899 G. Tomaselli - 1898 Georges Deschamps - 1897 Ludovic Morin - 1895 George A. Banker - 1894 A. A. Zimmerman |